# 宝石花仙螺
宝石花仙螺（学名：Babelomurex gemmatus），是新腹足目珊瑚螺科Babelomurex的一种。主要分布于台湾，常栖息在深海。